# Slammiversary (2009)
Slammiversary (2009) fue la quinta edición de Slammiversary, un evento pago por visión de lucha libre profesional producido por la empresa Total Nonstop Action Wrestling (TNA). Tuvo lugar el 21 de junio de 2009 desde el The Palace of Auburn Hills en Auburn Hills, Míchigan.

## Argumento
Durante las semanas previas al evento, las parejas de Lethal Consequences (Jay Lethal & Consequences Creed) y The Motor City Machineguns (Chris Sabin & Alex Shelley) habían intentado revelar la identidad del Campeón de la División X de la TNA Suicide sin lograrlo. El 4 de junio de 2009, la TNA anunció en TNA iMPACT! que Suicide defendería su título en un King of the Mountain match ante los cuatro miembros del equipo. 
El 29 de mayo, durante una pelea de Daniels contra AJ Styles, Shane Douglas, quien regresó a la empresa durante un corto tiempo, atacó a Daniels con una silla de acero, haciéndole perder la lucha. La siguiente semana explicó que le había atacado porque la empresa le contrataría si le derrotaba, por lo que Daniels le retó a una lucha en Slammiversarying en donde el ganador se iría de la TNA. Douglas aceptó el combate el 18 de junio.
El 28 de mayo, la Campeona Femenina de la TNA Angelina Love, expresó su control sobre toda la división Knockout y cualquier otra luchadora. Sin embargo, la debutante Tara interfirió en su anuncio, atacándola. Ambas luchadoras siguieron atacándose durante varias semanas hasta que el 11 de junio se anunció una lucha entre ambas por el título en Slammiversary.
Meses antes del evento, Dr. Stevie se había convertido en el terapeuta de Abyss, pero le abandonó por la violencia a la cual era sometido en sus terapias, por lo que ambos empezaron a pelearse. Después, Stevie se volvió el terapeuta de Daffney, quien se enfrentó a Taylor Wilde en Sacriface en un Monster's Balls match, lucha que ganó Wilde y, tras la cual, Abyss atacó a Stevie. Sin embargo, la siguiente semana, en iMPACT!, Raven se reveló como el aliado de Stevie, retando a Abyss y a Wilde a un Mixted Monster's Balls match contra él y Daffney.
Durante las semanas previas, Matt Morgan le pidió al líder de The Main Event Mafia Kurt Angle unirse al grupo, pero Angle se lo denegaba. Para ver si era merecedor de entrar, Angle empezó a ponerle pruebas. Finalmente, le dijo que si derrotaba al antiguo miembro y líder de The Main Event Mafia Sting en Slammiversary, sería aceptado en el equipo.
Para buscar unos retadores para su Campeonato Mundial en Parejas de la TNA, Team 3D (Brother Ray & Brother Devon), crearon un torneo para buscarlos. En Sacrifice, Beer Money, Inc. (Robert Roode & James Storm), ganaron tras derrotar a The British Invasion (Brutus Magnus & Doug Williams), obteniendo una oportunidad por el título en Slammiversary.
En Slammiversary, desde su creación se ha ejecutado el King of the Mountain match (KOTM). El KOTM consta de cinco luchadores, los cuales han de ganar colgando el Campeonato Mundial Peso Pesado de la TNA. Para poder colgarlo, los luchadores han de realizar previamente un "pinfal" o hacer rendir a alguien. Mick Foley fue el primer participante anunciado al ser él el campeón Mundial Peso Pesado de la TNA. El 29 de mayo en Impact!, Jeff Jarrett derrotó a Eric Young y A.J. Styles, a Daniels, clasificándose ambos para la lucha. La siguiente semana en Impact! Samoa Joe se clasificó tras derrotar a Kevin Nash y la semana siguiente, se clasificó Kurt Angle al derrotar a Sting.

## Resultados
- Dark match:The British Invasion (Brutus Magnus & Doug Williams) (c/ Rob Terry) derrotaron a Eric Young & Rhino
- Suicide derrotó a Jay Lethal, Consequences Creed, Alex Shelley y Chris Sabin en un King of the Mountain match reteniendo el Campeonato de la División X de la TNA
  - Suicide se clasificó tras cubrir a Lethal después de un "Suicide Solution" sobre una escalera.
  - Lethal se clasificó tras cubrir a Suicide después de una "Lethal Combination" contra una silla.
  - Creed se clasificó tras cubrir a Shelley después de un Fireman's carry cutter.
  - Shelley se clasificó tras que Sabin dejara que lo cubriera.
  - Sabin se clasificó tras cubrir a Lethal después de un "Tornado DDT"
  - Suicide ganó tras colgar el campeonato.
- Daniels derrotó a Shane Douglas
  - Daniels cubrió a Shane después de un "Best Moonsault Ever"
- Angelina Love (con Velvet Sky y Madison Rayne) derrotó a Tara, reteniendo el Campeonato Femenino de la TNA
  - Love cubrió a Tara con un "Lights-Out"
- Abyss & Taylor Wilde derrotaron a Daffney & Raven (con Dr. Stevie) en un Mixed Tag Team Monster's Balls
  - Abyss cubrió a Raven después de un "Black Hole Slam" sobre unas chinchetas.
- Sting derrotó a Matt Morgan
  - Sting cubrió a Morgan después de un "Scorpion Death Drop"
  - Si Morgan ganaba, podía entrar en The Main Event Mafia
- Beer Money, Inc. (Robert Roode & James Storm) derrotó a Team 3D (Brother Ray & Brother Devon) ganando el Campeonato Mundial en Parejas de la TNA
  - Roode cubrió a Devon después de un "DWI"
  - Durante la lucha, The British Invasion interfirió, atacando a ambos equipos.
- Kurt Angle derrotó a Samoa Joe, Jeff Jarrett, A.J. Styles y Mick Foley(c) en el King of the Mountain Match ganando el Campeonato Mundial del Peso Pesado de la TNA
  - Angle se clasificó después de que Joe fuera descalificado por golpearle antes de tiempo.
  - Jarrett se clasificó tras cubrir a Foley.
  - Joe se clasificó tras forzar a Foley a rendirse con una "Coquina Clutch"
  - Foley se clasificó tras cubrir a Angle después de un "Diving elbow drop" desde lo alto de la jaula.
  - Styles se clasificó tras cubrir a Foley.
  - Angle ganó tras colgar el título

### Luchas clasificatorias para el King of the Mountain
- Jeff Jarrett derrotó a Eric Young - iMPACT!, 29 de mayo
- AJ Styles derrotó a Daniels - iMPACT!, 29 de mayo
- Samoa Joe derrotó a Kevin Nash - iMPACT!, 5 de junio
- Kurt Angle derrotó a Sting - iMPACT!, 12 de junio